# Speak English or Die
Speak English or Die – debiutancki album studyjny amerykańskiego zespołu Stormtroopers of Death wydany 30 sierpnia 1985 roku przez wytwórnię Megaforce Records. Uznawany za jeden z pierwszych w gatunku crossover thrash.
Płyta powstała przy okazji innych nagrań. Zespołowi Anthrax po nagraniu krążka Spreading the Disease został jeszcze czas w studiu. Gitarzysta zespołu Scott Ian oraz perkusista Charlie Benante dokooptowali do składu basistę Dana Lilkera oraz wokalistę Billy’ego Milano i w tym składzie nagrali Speak English or Die w ciągu tygodnia. Autorem tekstów jest Billy Milano.
Fragmenty utworów „March of the S.O.D.”, „Milano Mosh”, „Chromatic Death” i „Sargent D and the S.O.D.” zostały wykorzystane w przerwach reklamowych programu Headbangers Ball w MTV na początku lat dziewięćdziesiątych.

## Lista utworów
1. „March of the S.O.D.” – 1:27
2. „Sargent D and the S.O.D.” – 2:23
3. „Kill Yourself” – 2:11
4. „Milano Mosh” – 1:32
5. „Speak English or Die” – 2:24
6. „United Forces” – 1:53
7. „Chromatic Death” – 0:43
8. „Pi Alpha Nu” – 1:09
9. „Anti-Procrastination Song” – 0:06
10. „What’s that Noise” – 1:00
11. „Freddy Krueger” – 2:32
12. „Milk” – 1:54
13. „Pre-Menstrual Princess Blues” – 1:20
14. „Pussy Whipped” – 2:14
15. „Fist Banging Mania” – 2:04
16. „No Turning Back” – 0:52
17. „Fuck the Middle East” – 0:27
18. „Douche Crew” – 1:35
19. „Hey Gordy!” – 0:07
20. „Ballad of Jimi Hendrix” – 0:05
21. „Diamonds and Rust” (Extended Version) – 0:05

## Twórcy
- Billy Milano – wokal
- Scott Ian – gitara, produkcja
- Dan Lilker – gitara basowa, wokal wspierający
- Charlie Benante – perkusja, wokal wspierający, solo w United Forces.
- Alex Perialas – produkcja, inżynieria dźwięku
- Jon Zazula – producent wykonawczy
- Charlie Benante – projekt okładki
- Jason Rosenfeld – zdjęcia